# Cryptocoda
Cryptocoda is een geslacht van ribkwallen uit de klasse van de Tentaculata.

## Soort
- Cryptocoda gerlachi Leloup, 1938